# Brig (Široki Brijeg, BiH)
Brig je naseljeno mjesto u gradu Širokom Brijegu, Federacija BiH, BiH.

## Povijest
Naseljeno mjesto Brig nastalo je 2016. godine izdvajanjem iz naseljenog mjesta Mokro.